# Belisana ketambe
Belisana ketambe là một loài nhện trong họ Pholcidae. Loài này được phát hiện ở Thái Lan và Sumatra.